# Toni Stricker

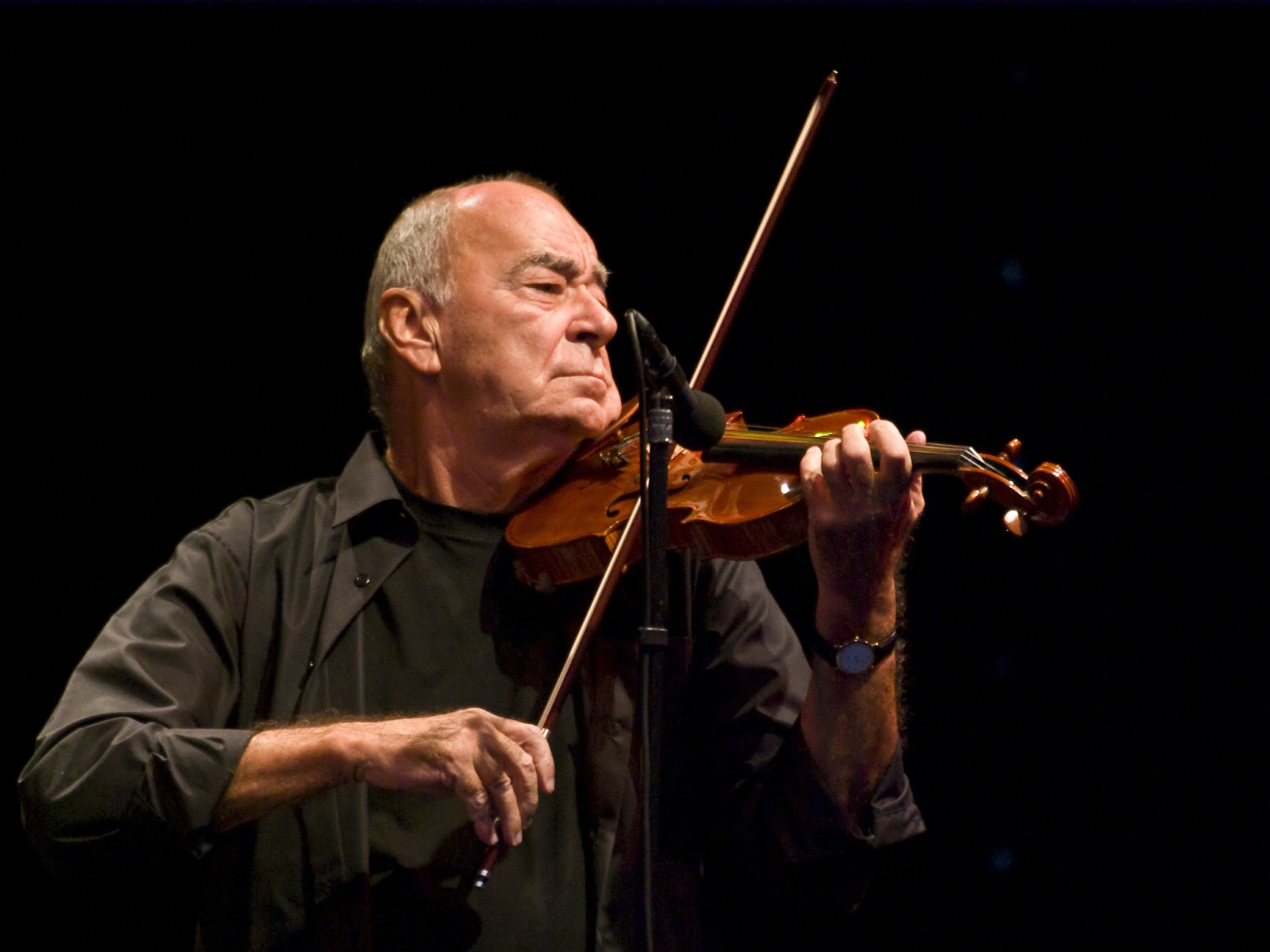
Toni Stricker (2008)

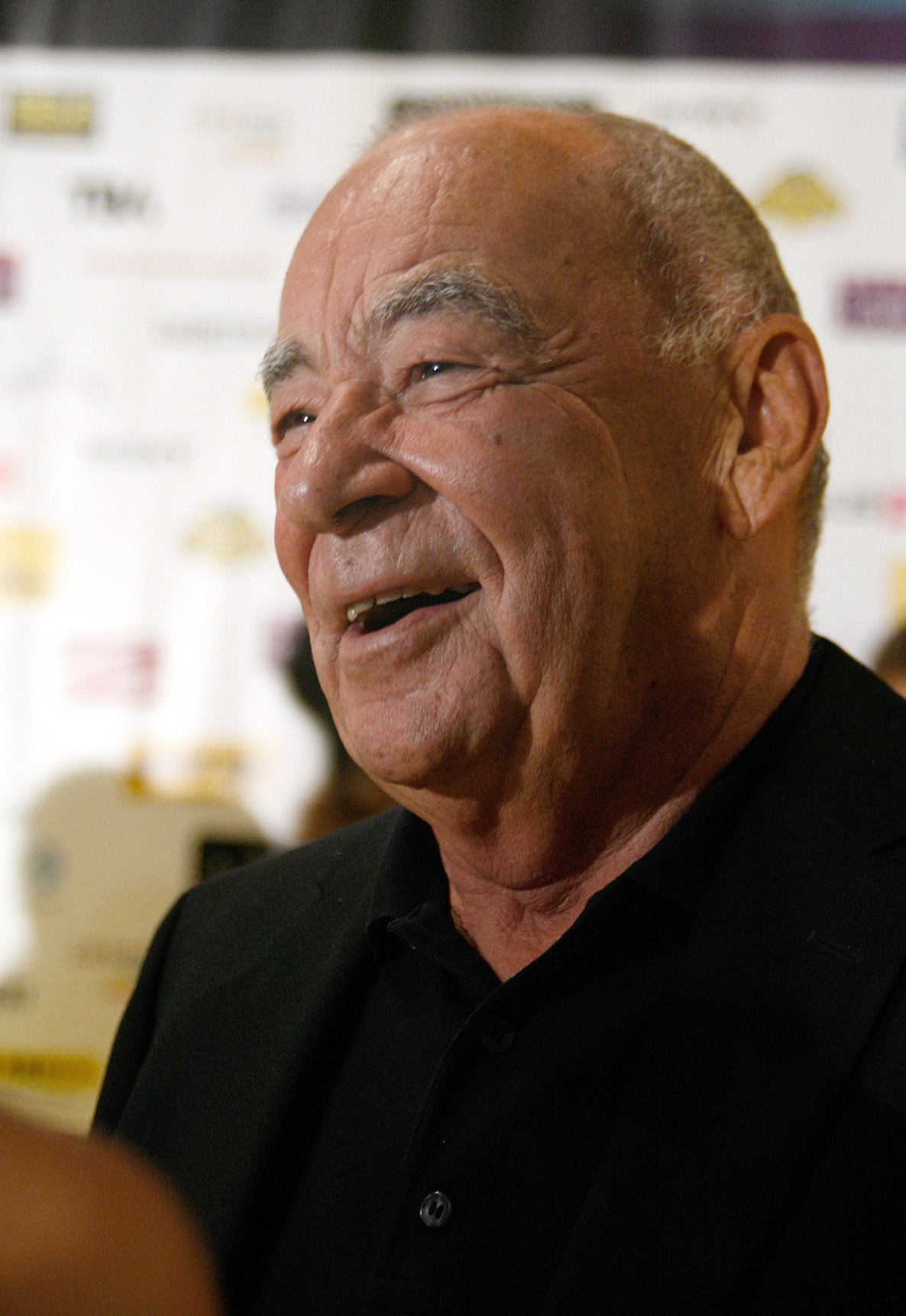
Toni Stricker (2010)

Toni Stricker (* 4. April 1930 in Wien; † 16. Februar 2022 in Bad Sauerbrunn, Burgenland) war ein österreichischer Komponist und Geiger.

## Biografie
Mit sechs Jahren bekam Toni Stricker seine erste Geige und Unterrichtsstunden. Später setzte er seine Ausbildung am Wiener Konservatorium fort. Aufgrund seiner familiären Wurzeln, die mütterlicherseits in Wien und väterlicherseits im burgenländischen Sigleß liegen, wuchs er mit Wiener Tänzen und kroatischen Liedern auf.
1953 wurde Stricker Mitglied der Jazzband von Vera Auer und spielte dort gemeinsam mit Joe Zawinul, Attila Zoller und Hans Salomon. Mit seinem ersten eigenen Quintett spielte er regelmäßig in Wien und Kitzbühel und machte seine ersten Rundfunk- und Schallplattenaufnahmen. Er spielte als Solist mit den Orchestern Carl de Groof, Erwin Halletz und Johannes Fehring. Stricker wurde zum Inbegriff des Swinggeigers. Ab 1957 war er mit einer eigenen Formation auf Tournee und spielte zwischen Innsbruck und Davos sowie Zürich und Genf, bis er schließlich in Fatty Georges legendärem Saloon landete und anschließend vier Jahre lang mit Bill Grah, Heinz Grah und Bob Blumenhoven gemeinsam auftrat.
Stricker begann nun auch zu komponieren: Tanzmusik, Wienerlieder und Jazz. Tourneen, Fernsehauftritte und Galakonzerte quer durch Europa fanden ebenfalls statt. Nach dem unruhigen Tourneeleben wurde Stricker Konzertmeister am Theater an der Wien. Daneben arbeitete er mit Johannes Fehring in Wien, mit Paul Kuhn in Berlin, mit Franz Thon und Rolf Kühn in Hamburg, mit Willi Stech in Freiburg und mit Hans Hammerschmid und Max Greger in München. Neben dem Komponieren spielte, arrangierte und produzierte Sticker zusätzlich. Die Liste seiner Partner gleicht einem „Who-is-who“ des Showbusiness: Peter Alexander, Hans Moser, Fritz Muliar, Paul Hörbiger, Elfriede Ott, Helmut Qualtinger, Kurt Sowinetz, Leherb und Lotte Profohs, Arik Brauer, Heinz Ehrenfreund, Michael Heltau, Ludwig Hirsch, Shirley Bassey, Marianne Mendt, René Kollo, Anneliese Rothenberger, seine Freunde Erika Pluhar und André Heller – um die wichtigsten zu nennen.
1974 verließ Stricker sein Konzertmeisterpult in Wien, produzierte gemeinsam mit Erich Kleinschuster die Serie Strings and Bones und mit seinen „Toni Stricker-Schrammeln“ wurden Wienerliederplatten eingespielt. 1976 beendete er allerdings die Arbeit als Auftragsmusiker. Zwei Freunde standen ihm beruflich und privat zur Seite, als er sich das Motto „Werde wesentlich“ zum Leitbild machte: Gottfried Kumpf, der auch ausschlaggebend dafür war, dass Stricker mit Familie 1977 nach Bad Sauerbrunn übersiedelte, und André Heller, mit dem eine zwölfjährige Zusammenarbeit folgte.
Mit dem Gitarristen Peter Marinoff, einem langjährigen musikalischen Weggenossen, nahm Stricker die richtungsweisende LP auf: Pannonische Balladen und Wiener Tänze, für die er den Deutschen Schallplattenpreis 1981 erhielt.
Mit André Heller als Produzent entstanden die erfolgreichen Alben Brot und Wein und Ernte, zwei Publikumserfolge, die ein Impuls zu seinen nachfolgenden Kompositionen wurden: Er komponierte die Musik zum Ballett Der Purbacher Türk von Maria Plachky für das Jeunesse-Ballett der Wiener Staatsoper, zu Herzmanovsky Orlandos Der Gaulschreck im Rosennetz, für das Märchen Daniel und die Feen und Der Nußbär von Christine Kövesi.
1979 schrieb er die Filmmusik zu Maximilian Schells Verfilmung Geschichten aus dem Wienerwald, zur Fernsehserie Ringstraßenpalais, für den Peter-Rosegger-Film Der Waldbauernbub und für die internationale TV-Produktion Der Leutnant und sein Richter.
In all dem Trubel von Fernsehauftritten, Galaabenden und Konzerten entstand die LP Erdverbunden – ein Werk von berührender Schlichtheit und Reife, der pannonischen Landschaft huldigend. 1988 folgte das Album Ornamente, 1990 die LP Bekenntnis.
Im Jahr 1991 wurde eine neue Konzertreihe ins Leben gerufen, deren Erfolg bis heute andauert: Gemeinsam mit Konzertgitarrist und musikalischem Partner Michael Hintersteininger startete im malerischen Ambiente der Bergkirche von Donnerskirchen die Konzertreihe Zauber einer Landschaft – Zauber einer Geige.
In den Folgejahren entstanden – neben Filmmusiken, Ballettproduktionen – die CDs Weites Land und Leben, erfolgreiche Tourneen unter anderem auch nach Paris und Amerika. Privat richtete sich Stricker ein neues Domizil in Rayol-Canadel-sur-Mer an der Côte d’Azur ein und verbrachte dort einige erholsame Wochen im Jahr. Nach einer 1997 erfolgten Italien-Konzertreise entstanden die CDs Horizonte, As time goes by und Charisma. Im Jahr darauf konzertierte Stricker mehrmals in London.
Er komponierte die CD Dialog. Toni Stricker und Edita Gruberová, die dann gemeinsam in Bratislava mit der Slowakischen Philharmonie aufgenommen und im Rahmen einer Gala bei den Haydnfestspielen in Eisenstadt live präsentiert wurde.
Nach Konzerten in Bratislava, Wien, Bayreuth, Frankreich und Abu Dhabi, der Konzertserie in Donnerskirchen und einem Galakonzert mit Edita Gruberová in Finkenstein folgte wieder ein Ausflug in die Filmmusik. Stricker komponierte die Musik zu Maximilian Schells Film Meine Schwester Maria und danach für den Fernsehfilm Duett mit Agnes Baltsa und Otto Schenk.
In den Jahren 2003 bis 2006 spielte Stricker mit einem Septett auf Konzerttournee: Pannonien & Jazz, die TV-Portraits Über alle Grenzen und Lebenslinien wurden mit ihm in Südfrankreich gedreht, er trat bei Christmas in Vienna im Wiener Konzerthaus auf, im Wiener Stephansdom und im Prager Jugendstiljuwel, dem Smetanasaal. Veröffentlichung der CD Perspektive.
2007 veröffentlichte er die CD Toni Stricker. Impressionen und begann nach ausgedehnter Konzerttournee mit der Kompositionsarbeit an der Pannonischen Messe, die dann im Dezember 2008 im Radiokulturhaus in Wien ihre Uraufführung erfuhr und durch den ORF aufgezeichnet und als CD veröffentlicht wurde. Er hatte schon lange eine Art „Volksmesse“ schreiben wollen; hatte er es doch schon 30 Jahre zuvor dem Eisenstädter Diözesanbischof Stefan Laszlo versprochen.
Mit einer großen Geburtstagsgala im Wiener Konzerthaus wurde das Konzertjahr 2010 gekrönt.
Im Mai 2015 nahm er Abschied von der Bühne.
Er wurde in Bad Sauerbrunn bestattet.

## Auszeichnungen
- 1981: Deutscher Schallplattenpreis
- 1987: Großes Ehrenzeichen des Landes Burgenland
- 1995: Album Erdverbunden (AT: Gold)[5]
- 1995: Komturkreuz des Landes Burgenland
- 1995: Österreichisches Ehrenkreuz für Wissenschaft und Kunst
- 1998: Kulturpreis des Landes Burgenland
- 1998: Burgenlandstiftung Theodor-Kery-Würdigungspreis
- 2008: Ehrenmedaille der Bundeshauptstadt Wien in Gold
- 2010: Amadeus Austrian Music Award für sein Lebenswerk
- 2010: Austrian World Music Award 2010 für sein Lebenswerk

Weitere Auszeichnungen
- Ehrenringe der Gemeinden Bad Sauerbrunn und Donnerskirchen
- Toni-Stricker-Pavillon im Kurpark von Bad Sauerbrunn
- Ehrenbürger von Bad Sauerbrunn

## Filmografie
- 1970: Keine Angst Liebling, ich pass schon auf!
- 1970: Immer die verflixten Weiber
- 1977: Tu, felix Austria, was du nicht lassen kannst (TV)
- 1979: Geschichten aus dem Wienerwald
- 1983: Der Waldbauernbub (TV)
- 1984: Der Leutnant und sein Richter (TV)
- 1980–1989: Ringstraßenpalais (Fernsehserie, 25 Folgen)
- 1992: Der Diamant des Geisterkönigs
- 1995: Der Taxichauffeur (Dokumentarfilm)